# Christian Collum
Christian Collum (* 5. September 1943 in Dresden) ist ein deutscher Kirchenmusiker.
Christian Collum wurde als Sohn des Kirchenmusikers Herbert Collum geboren. Er besuchte die Dresdner Kreuzschule und war Sänger des Dresdner Kreuzchors. Er absolvierte die Kantorenausbildung an der Dresdner Landeskirchenmusikschule. Wegen der Verweigerung des Armeedienstes wurde ihm ein Hochschulstudium verwehrt. 1965 erhielt er schließlich den Zugang zur Musikhochschule Leipzig, wo er Orgel, Dirigieren und Chorleitung studierte. 1975 legte er sein Kapellmeisterexamen ab. Nach einer Organistentätigkeit in Rostock verließ er 1980 die DDR und übernahm die Kirchenmusikerstelle an der Petrikirche in Mülheim an der Ruhr. 1983 wechselte er als Organist an die ev. Kirche in Köln-Rath und übernahm gleichzeitig die künstlerische Leitung des Kölner Bachvereins (bis 1994). Von 1988 bis 2008 war er Kirchenmusiker an der Reformationskirche in Köln-Marienburg.

## Tondokumente
- Orgeln in Köln
- Christian Collum spielt Werke von Bruhns, Böhm, Vivaldi, Krebs, Mozart, Boëly (beim Label Dabringhaus und Grimm), eingespielt an der Orgel des Klosters Steinfeld 1986
- Orgelkonzert im Hohen Dom zu Köln